# Kyynärjärvi
Kyynärjärvi är en sjö i kommunen Kankaanpää i landskapet Satakunta i Finland. Arean är 44 hektar och strandlinjen är 3,38 kilometer lång. Sjön  ingår i Karvia å huvudavrinningsområde.   Den ligger omkring 48 kilometer nordöst om Björneborg och omkring 230 kilometer nordväst om Helsingfors. 